# Relações entre a República da China e Estados Unidos
As relações diplomáticas entre os Estados Unidos da América e a Republica da China, ainda na China continental, se iniciaram em 1912, após Washington reconhecer a queda da Dinastia Qing e o novo governo formado em Nanquim. Os Estados Unidos se aproximaram da China durante a Segunda Guerra Mundial, especialmente após o Ataque a Pearl Harbor em 1941, quando se tornaram oficialmente aliados. Pouco antes do governo chinês se realocar para Taiwan, os Estados Unidos ofereceram uma série de suportes econômicos e ajuda bélica, substituindo o papel da União Soviética como principal parceiro politico e econômico da China entre 1946 e 1949.
Durante o estágio inicial da Revolução Chinesa, durante a Revolução Xinhai em 1911, os Estados Unidos da América reconheceram o novo governo da República da China no ano seguinte, em 1912. A partir de 1916, o governo chinês passou a ser controlado pelos Senhores da guerra, enquanto um governo rival de cunho revolucionário havia sido estabelecido pelo Partido Nacionalista da China no sul, em Guangzhou, e reivindicava ser o governo legitimo da China; de todo modo, assim como os demais países, os Estados Unidos não reconheceram este governo até 1928, após a Reunificação chinesa e a criação de um novo gabinete gerenciado por Chiang Kai-shek; devido a o estranho relacionamento entre o governo nacionalista e Washington, a relação entre as nações era instável principalmente devido aos seus interesses, até 1940, quando os Estados Unidos passaram a apoiar, ainda que indiretamente, a China na guerra contra o Império Japonês.
A partir de Dezembro de 1941, o Japão entrou em guerra direta contra os Estados Unidos, e os reforços americanos a China se intensificaram, bem como seus laços foram estreitados, distanciando a China da União Soviética, e de certa forma gradualmente, causando um cisma na Cooperação Sino-Soviética.
Com a rápida deterioração da frente Chinesa depois dos Japoneses lançarem a Operação Ichi-Go em 1944, o General Joseph Stilwell observou isto como uma oportunidade para vencer sua luta política contra Chiang Kai-shek, líder da China, e ganhar o controle total de todas as forças armadas Chinesas. Ele foi capaz de convencer o General George Marshall a fazer com que o Presidente Franklin Delano Roosevelt mandasse um ultimato para Chiang ameaçando acabar com toda ajuda Americana a menos que Chiang "imediatamente" colocasse Stilwell "em comando irrestrito de todas as suas forças."
Stilwell imediatamente entregou esta carta para Chiang apesar dos pedidos de Patrick Hurley, enviado especial de Roosevelt na China, para impedir a entrega da mensagem e trabalhar em um acordo que conquistaria o objetivo de Stilwell de uma maneira mais aceitável para Chiang. Vendo este ato como um movimento em direção à completa subjugação da China, Chiang deu uma resposta formal na qual ele disse que Stilwell deve ser substituído imediatamente e ele gostaria de receber qualquer outro general qualificado dos Estados Unidos para preencher a posição de Stilwell. Como resultado, Stilwell foi substituído como Chefe de Gabinete para Chiang Kai-shek e comandante das Forças dos Estados Unidos do Teatro da China (USFCT) pelo Major-general Albert Wedemeyer. Suas outras responsabilidades de comando no Teatro China-Birmânia-Índia foram dividas e alocadas a outros oficiais.
A Partir de 1946, Chiang Kai-shek, liderando a ala direita dos nacionalistas e a maior parte do governo chinês reiniciou um conflito interno contra Mao Zedong, líder do Partido Comunista da China e favorecido pela ala esquerda dos nacionalistas; os Estados Unidos, apesar do sofrido em 1944 nas relações públicas, apoiou a China de Kai-shek, no entanto, este apoio não era o suficiente, e o governo de Nanquim foi forçado a mover para Taiwan em Dezembro de 1949.